# Frank Burls
Frank John Burls (* 1902 in London; † 1976) war ein englischer Tischtennisspieler.
Burls nahm an den Weltmeisterschaften 1926 und 1929 teil. Dabei gewann er im Mannschaftswettbewerb jeweils Bronze hinter Ungarn und Österreich. Weitere internationale Auftritte sind nicht bekannt.
Burls war im öffentlichen Dienst (Civil Service) beschäftigt. Hier siegte er in der Civil Service Championship von 1926 bis 1936 siebenmal im Einzel.